# Pilgrims
Pilgrims je česká videohra od studia Amanita Design. Hra vyšla bez předchozího oznámení 6. října 2019. Hra je určena pro osobní počítače a iOS. Hra získala ocenění Česká hra roku 2019.

## Hratelnost
Pilgrims je 2D adventura s ručně kreslenou grafikou. Hráč se potuluje po herním světě, řeší různé problémy a získává nové přátele. Většinu problémů lze řešit více způsoby. Hra zaujme pohádkovou stylizací. Předměty a postavy jsou přitom představovány kartami, které musí hráč přitáhnout na obrazovku, aby je mohl využít.
Hráč z počátku začíná s pouze jednou postavou - Tulákem. Postupně se k němu však připojí Babka, Loupežník a Čert. S těmito postavami se hráč potuluje po herním světě a řeší problémy místních postav. Svět je inspirován pohádkami středoevropského a východoevropského folklóru. Lze tak potkat kromě čerta i vodníka, draka, ale i krále a princeznu.

## Vývoj
Hra byla ve vývoji dva roky. Naprogramoval ji Michal Berlinger. Grafiku a herní design měl na starost Jakub Dvorský. Dále se na vývoji podílel Václav Blín, který vytvořil animace. Hudbu pro Pilgrims složil Tomáš Dvořák známý jako Floex.